# Acacallide
Acacallide (in greco antico: Ἀκακαλλίς?, Akakallìs), o Acalle, è un personaggio della mitologia greca. Fu una principessa di Creta.

## Genealogia
Figlia di Minosse e di Pasifae, fu madre di Cidone avuto da Ermes (o da Apollo) e di Oaxos. Ebbe anche Nasso, eponimo dell'isola di Nasso.

## Mitologia
Quando Apollo e la sorella Artemide si recarono a Tarra per purificarsi, Elio, dio del sole, la trovò nella casa di un suo lontano parente di nome Carmanore e la sedusse.

Minosse, saputo il fatto divenne furibondo, così esiliò la figlia in Libia, dove secondo una versione del mito, partorì Garamante.
Secondo un'altra versione, la fanciulla si accoppiò con Ermes che le diede un figlio chiamato Cidone e da cui proviene il nome della città di Cidonia.
Un'altra tradizione racconta che Acacallide e Apollo ebbero tre figli chiamati Anfitemi, Nasso (che diede il nome all'isola di Nasso), Mileto (che, una volta cresciuto, fuggì da Creta, cercando di evitare ogni contatto con il nonno e fondò la città che da lui prese il nome, Mileto).

## Significati e realtà storica
Va segnalato che Acacallide era, a Creta, il nome che indicava il fiore del narciso.
Etimologicamente, Acacallide significa "senza mura": ciò potrebbe far pensare a un episodio storico, la conquista da parte dagli Elleni della città cretese di Tartara, che non era appunto protetta da mura. Il mito potrebbe, d'altra parte, adombrare la fuga degli abitanti di Tarra, scacciati dalla loro terra in Libia, dove diventarono i signori dei Garamanti.